# Fatežskij rajon
Il Fatežskij rajon (in russo Фатежский район?) è un rajon dell'Oblast' di Kursk, nella Russia europea; il capoluogo è Fatež. Fondato nel 1928, ricopre una superficie di 1.300 chilometri quadrati.